# Educação no Sudão

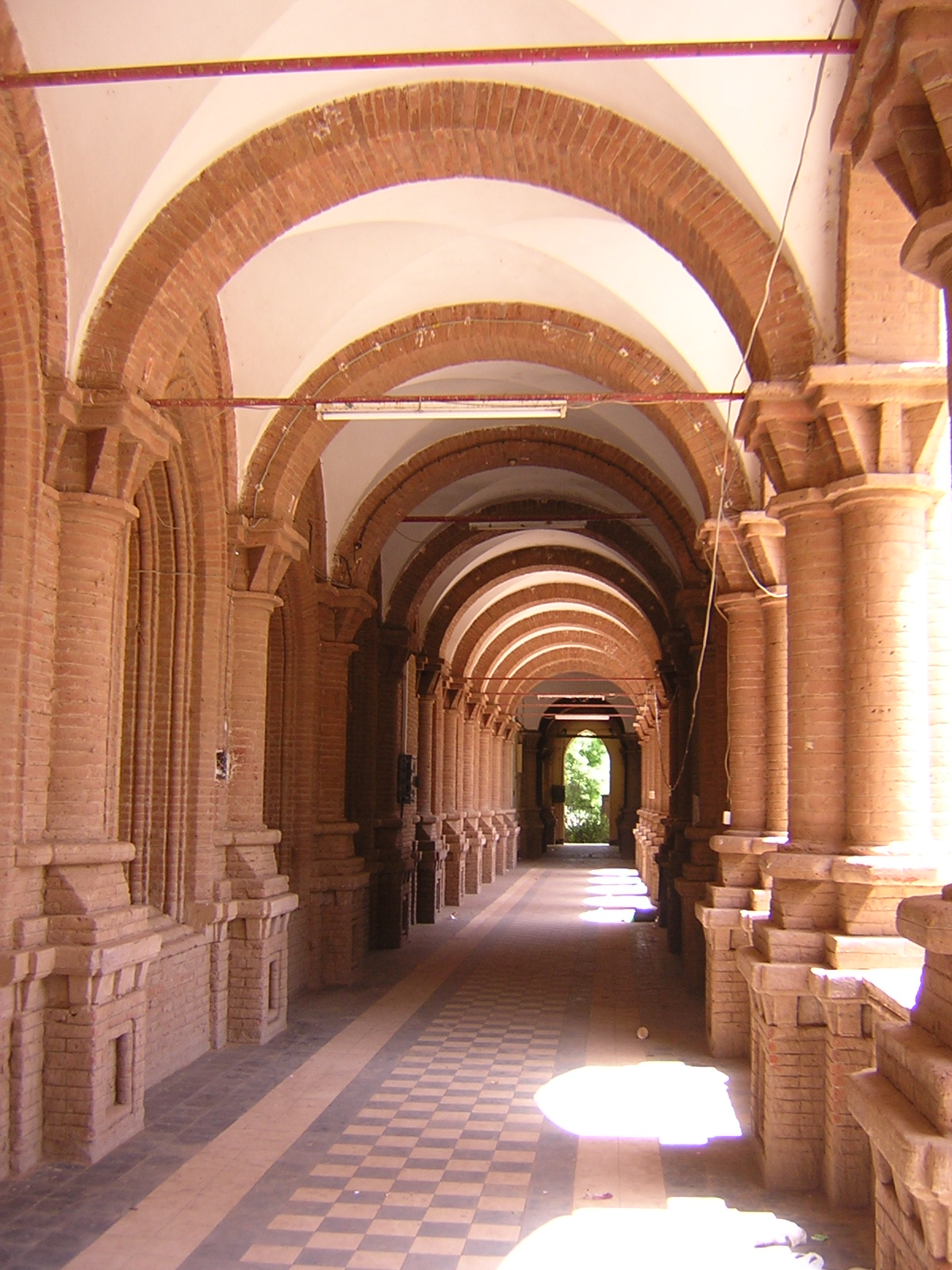
Faculdade de Ciências, Universidade de Cartum, Sudão, estabelecida pelas autoridades coloniais britânicas.

A educação no Sudão não é gratuita e/ou obrigatória para crianças de 6 a 13 anos. O ensino primário é composto por oito anos, seguidos de três anos de ensino secundário. A antiga escada educacional 6 + 3 + 3 foi alterada em 1965. O idioma principal em todos os níveis é o árabe. As escolas estão concentradas em áreas urbanas; muitos no sul e no oeste foram danificados ou destruídos por anos de guerra civil. Em 2001, o Banco Mundial estimou que a matrícula na escola primária era de 46% dos alunos elegíveis e 21% dos alunos do ensino médio. A inscrição varia muito, caindo abaixo de 20% em algumas províncias. O Sudão tem 19 universidades; instrução é principalmente em árabe. A educação nos níveis secundário e universitário tem sido seriamente prejudicada pela exigência de que a maioria dos homens desempenhe o serviço militar antes de concluir sua educação.
A taxa de alfabetização é de 70,2% da população total, masculina: 79,6%, feminina: 60,8%.

## História da educação no Sudão

### Regra egípcia e o período Mahdista
Na década de 1850, os turcos, que governavam o Sudão através do quediva do Egito, decidiram abrir cinco escolas em diferentes cidades do norte do Sudão.  Estes ensinaram estudos islâmicos, aritmética e as línguas árabe e turca. Os professores das escolas eram egípcios. As escolas foram todas destruídas durante o período mahdista entre 1881-1898.

### O condomínio, 1898-1956
A política do condomínio era gradualmente Sudanizar a administração no Sudão, substituindo os libaneses e egípcios que anteriormente ocupavam cargos oficiais. Lorde Cromer, em 1903, definiu claramente a política e também insistiu em que a política educacional deveria se concentrar em uma educação elementar básica para as massas. Com isto em mente, em 1900 as autoridades coloniais começaram a criar um sistema escolar, voltado para fornecer funcionários sudaneses para as classes mais baixas da administração, e decidiram nomear o maior número possível de sudaneses para cargos que não exigissem educação. Eles fizeram esforços para reabrir tantos kuttabs quanto possível, dando subsídios aos professores.  Workshops de instrução foram organizados em Cassala, Ondurmã e no Gordon College. Mas os sudaneses de classe alta se recusaram a enviar seus filhos para essas oficinas.  Então, 4 escolas primárias do governo foram criadas. Em 1914, a política estava funcionando, e os estudantes dessas escolas estavam preenchendo as camadas mais baixas da administração, incluindo os filhos dos três Kalifahs e vários Mahires Amires.